# Empire State of Mind
«Empire State of Mind» — пісня американського репера Jay-Z за участю Аліші Кіз з його одинадцятого студійного альбому The Blueprint 3. Вона була випущена його новоспеченим звукозаписним лейблом Roc Nation і Atlantic Records 20 жовтня 2009 року. Пісня спродюсована Al Shux і містить семпл пісні «Love on a Two-Way Street» у виконанні The Moments. 

## Передісторія
Пісня спочатку була написана жительками Брукліна Анджелою Хант і Джанет Сьюелл-Юлепік у 2009 році як данина поваги своєму рідному місту, Нью-Йорку. Наступного місяця вони надіслали її в Roc Nation, але вона отримала невтішні відгуки. Пізніше вони прийняли пропозицію співробітника EMI Music Publishing і повторно надіслали її Jay-Z, який залишив співочу партію «New York» на приспіві, змінив куплети та записав нову версію. Назва пісні, подібна до «New York State of Mind» Біллі Джоела та «N.Y. State of Mind» Nas, є відтворенням і даниною поваги Нью-Йорку через його прізвисько «Емпайр Стейт». 
Спочатку в приспіві пісні була Анджела Хант, але коли Хант та Сьюелл-Улепік запитали, чи вони вважають, що хтось інший більше підійде для приспіву, Хант запропонувала Алішу Кіз. Також розглядався варіант з Мері Джей Блайдж. Джей-Зі вирішив вибрати Алішу, після того як почув її гру на піаніно для пісні.

## Комерційний успіх
«Empire State of Mind» досяг комерційного успіху в усьому світі. У Сполучених Штатах цей трек займав перше місце в Billboard Hot 100 протягом п’яти тижнів поспіль і став для Jay-Z першим синглом номер один у цьому чарті як для головного виконавця за його 14-річну кар'єру. Більше того, він був включений у чарт кінця року за 2009 рік під номером 62 і став останнім синглом номер один у 2000-х роках. Згідно з журналом Billboard, ця пісня стала 15-м найбільшим хітом двох звукозаписуючих виконавців за весь час.
«Empire State of Mind» було продано у кількості 205 000 цифрових копій у перший тиждень в США. Композиція посідала перше місце в чарті Hot R&B/Hip-Hop Songs протягом трьох тижнів, а також очолювала чарт Rap Songs протягом дев’яти тижнів. Після п’яти місяців випуску «Empire State of Mind» отримав тричі платиновий сертифікат від Американської асоціації компаній звукозапису (RIAA) за продаж понад 3 000 000 одиниць у США. До серпня 2012 року сингл досяг свого 5-мільйонного тиражу в США. Станом на липень 2024 року було продано понад 10 мільйонів одиниць у Сполучених Штатах.
Він також потрапив до топ-10 в інших країнах, включаючи Велику Британію, Канаду, Австралію, Францію, Італію та Швецію. Він з’явився в чартах 2009 року в Італії, Австралії та США, де також був останнім хітом номер один 2000-х років. У травні 2012 року «Empire State of Mind» посіла 76-е місце в рейтингу найбільш продаваних синглів 21-го століття у Великій Британії.

## Критичний прийом
«Empire State of Mind» отримав широке визнання музичних критиків, багато хто високо оцінив вокальне виконання Аліші Кіз. Джон Буш з AllMusic назвав цю пісню найяскравішою з The Blueprint 3, прокоментувавши, що це «король кросоверів Jay-Z... нью-йоркський флагман із великою кількістю назв пам'яток, які перетворюються на чудовий гімн за допомогою приспіву від Аліші Кіз». Журналіст USA Today Стів Джонс відчув зрілість Джей-Зі в пісні, написавши, що «найвищі орієнтири, на які він зараз посилається, дуже далекі від брудних пам’яток Marcy Projects, які він колись детально описував, що, можливо, і слід було очікувати від самопроголошеного «нового Сінатри». Пишучи для Rolling Stone, Джоді Розен назвала це «блідим шатаутом Нью-Йорку». Ян Коен із Pitchfork заявив, що «забійні приспіви «Run This Town» і «Empire State of Mind» йдуть на шляху до всюдисущості».

### Нагороди
«Empire State of Mind» було включено до списку багатьох музичних критиків як одну з найкращих пісень 2009 року. Сингл посів 8 місце у списку найкращих пісень 2009 року за версією MTV, друге місце у топі найкращих пісень 2009 року за версією журналу Rolling Stone. Також пісня стала найкращим синглом 2009 року за 37-м щорічним опитуванням критиків The Village Voice Pazz & Jop. Джон Парелес з The New York Times поставив «Empire State of Mind» на третє місце у своєму списку найкращих пісень 2009 року, а Pitchfork поставив його на 44 місце в списку 100 найкращих треків 2009 року. Entertainment Weekly поставив його на перше місце у своєму списку «10 найкращих синглів 2009 року».
У лютому 2011 року Billboard поставив пісню під номером 15 у своєму списку «40 найбільших дуетів усіх часів», а у вересні 2011 року VH1 помістив пісню під номером 8 у своєму списку 100 найкращих пісень 2000-х років. У жовтні 2011 року NME поставив його під номером 13 у своєму списку «150 найкращих треків за останні 15 років». Complex розмістив пісню під номером дев'ять у своєму списку «100 найкращих пісень Jay-Z» і під номером четвертий у своєму списку «25 найкращих пісень Аліші Кіз».
Пісня почала грати під час ігор New York Yankees, що дуже порадувало Джей-Зі. Мер Нью-Йорка Майкл Блумберґ прокоментував, що «Empire State of Mind» став «одним із найновіших гімнів янкі». Влітку 2012 року реклама штату Нью-Йорк, яка рекламувала його економічне повернення, містить фортепіанну петлю цієї пісні разом приспівом. Влітку 2010 року Нью-Йоркська гоночна асоціація (NYRA) замінила «New York, New York» Френка Сінатри на «Empire State of Mind» як вступну пісню на 142-му змаганні Belmont Stakes. Представник NYRA оголосив цю пісню «квінтесенцією тематичної пісні 21 століття для Нью-Йорка».
«Empire State of Mind» був номінований на три премії «Греммі». На 53-й церемонії вручення премії «Греммі» пісня перемогла в номінаціях «Найкраща співпраця в стилі реп/спів» та «Найкраща реп-пісня».

## Музичне відео
Музичне відео містить чорно-білі зображення Нью-Йорка, а саме Статуї Свободи, Янкі-Стедіум і Департаменту поліції Нью-Йорка, поєднані з повнокольоровими кадрами виступу Джей-Зі та Аліші Кіз на Таймс-сквер, а також гру Аліші на піаніно. Зйомки кліпу почалися 29 вересня в Трайбеці та навколо Ground Zero, а його реліз відбувся 30 жовтня 2009 року. Режисером кліпу став Хайп Вільямс.

## Живі виконання
«Empire State of Mind» вперше прозвучала на благодійному концерті Jay-Z «Answer the Call» у Медісон-сквер-гарден 11 вересня 2009 року, де вона була першою піснею. Усі кошти від продажу квитків на шоу пішли поліції Нью-Йорка та Фонду вдів і дітей. Потім пісня була виконана наживо на церемонії вручення нагород MTV Video Music Awards 2009 13 вересня 2009 року, де вона закрила церемонію нагородження. Виступ на VMA був першим разом, коли Джей Зі та Аліша Кіз виконали пісню. Ближче до кінця виступу реперка Lil Mama піднялася на сцену без запрошення і почала позувати поряд з Jay-Z і Алішою Кіз, поки вони закінчували останній куплет треку. Lil Mama сказала, що не хотіла образити  будь-кого з виконавців, але ця пісня викликала у неї «емоції, які зашкалювали», додавши, що «в той момент я вийшла на сцену, щоб побачити двох своїх ікон, які співають про Нью-Йорк». Кіз відповіла на інцидент, сказавши: «Ми можемо цінувати її приголомшеність і натхнення, але ми були б вдячні, якби вона зробила це зі свого місця», а Джей Зі додав: «Цей виступ дуже старанно планувався. Таке порушення було поза межами».
Jay-Z мав виконати пісню «Empire State of Mind» під час першої гри Світової серії 2009 на початку жовтня 2009 року, але через погану погоду дует не виступив.
Джей-Зі та Кіз також виконали пісню на American Music Awards 22 листопада 2009 року.
У березні 2010 року Джей-Зі приєднався до Аліші Кіз на сцені під час одного з її концертів «Freedom Tours» у Нью-Йорку, щоб виконати «Empire State of Mind». По всій концертній арені демонструвалися зображення Нью-Йорка. Jay-Z також виконав «Empire State of Mind», а також три інших своїх сингли на каліфорнійському музичному фестивалі Coachella у квітні 2010 року.

## Список композицій
Для цифрового завантаження
1. «Empire State of Mind» (Explicit) - 4:36

Міжнародний CD-Maxi
1. «Empire State of Mind» (Explicit Version) - 4:36
2. «Jockin' Jay-Z» (Explicit Version) - 4:32
3. «Run This Town» (Live From Madison Square Garden – Explicit) - 6:24

Німецький CD-сингл
1. «Empire State of Mind» (Explicit Version) - 4:36
2. «Jockin' Jay-Z» (Explicit Version) - 4:41

12" США
1. «Empire State of Mind» (Explicit Album Version) - 4:36
2. «Empire State of Mind» (Amended Album Version) - 4:36

## Чарти
| Чарт (2009—2010)                        | Пікова позиція |
| --------------------------------------- | -------------- |
| Австралія (ARIA)                        | 4              |
| Австрія (Ö3 Austria Top 40)             | 13             |
| Бельгія (Ultratop 50 Flanders)          | 4              |
| Бельгія (Ultratop 50 Wallonia)          | 4              |
| Канада (Canadian Hot 100)               | 3              |
| Канада (CHR/Top 40) (Billboard)         | 4              |
| Канада (Hot AC) (Billboard)             | 5              |
| СНД (Tophit)                            | 148            |
| Чехія (IFPI)                            | 1              |
| Данія (Tracklisten)                     | 2              |
| Euro Digital Songs (Billboard)          | 3              |
| Фінляндія (Suomen virallinen lista)     | 9              |
| Франція (SNEP)                          | 8              |
| Німеччина (Media Control Charts)        | 11             |
| Греція (IFPI)                           | 1              |
| Ірландія (IRMA)                         | 2              |
| Ізраїль (Media Forest)                  | 2              |
| Італія (FIMI)                           | 3              |
| Люксембург Digital Songs (Billboard)    | 3              |
| Мексика Mexico Anglo (Monitor Latino)   | 4              |
| Нідерланди (Dutch Top 40)               | 2              |
| Нова Зеландія (RIANZ)                   | 6              |
| Норвегія (VG-lista)                     | 5              |
| 6                                       |                |
| Шотландія (Scottish Singles Charts)     | 4              |
| Іспанія (PROMUSICAE)                    | 27             |
| Швеція (Sverigetopplistan)              | 6              |
| Швейцарія (Swiss Music Charts)          | 4              |
| Велика Британія UK Singles (OCC)        | 2              |
| Велика Британія UK R&B Chart (OCC)      | 2              |
| США (Billboard Hot 100)                 | 1              |
| США (Adult Top 40) (Billboard)          | 39             |
| 35                                      |                |
| США (Hot R&B/Hip-Hop Songs) (Billboard) | 1              |
| США (Rap Songs) (Billboard)             | 1              |
| США (Hot Dance Airplay) (Billboard)     | 19             |
| США (Mainstream Top 40) (Billboard)     | 5              |
| США (Rhythmic) (Billboard)              | 1              |
| Чарт (2022)                             | Пікова позиція |
| Польща (Polish Airplay Top 100)         | 87             |

| Чарт (2009)                                    | Позиція |
| ---------------------------------------------- | ------- |
| Австралія Australian Singles Chart             | 64      |
| Австралія Australian Urban Singles             | 17      |
| Бразилія (Crowley)                             | 93      |
| Нідерланди Dutch Singles Chart                 | 45      |
| Італія Italian Singles Chart                   | 22      |
| Швеція Swedish Singles Chart                   | 63      |
| Швейцарія Swiss Singles Chart                  | 91      |
| Велика Британія UK Singles Chart               | 30      |
| США Billboard Hot 100                          | 62      |
| США Hot R&B/Hip-Hop Songs                      | 80      |
| США Rap Songs                                  | 27      |
| Чарт (2010)                                    | Позиція |
| Австралія Australian Singles Chart             | 19      |
| Австралія Australian Digital Tracks            | 15      |
| Австралія Australian Urban Singles             | 9       |
| Австрія Austrian Singles Chart                 | 47      |
| Бельгія Belgium Ultratop (Flanders)            | 32      |
| Бельгія Belgium Ultratop (Wallonia)            | 16      |
| Бразилія (Crowley)                             | 3       |
| Канада Canadian Hot 100                        | 24      |
| Данія Danish Singles Chart                     | 48      |
| Нідерланди Dutch Singles Chart                 | 33      |
| Європа European Hot 100 Singles                | 18      |
| Франція French Singles Chart                   | 52      |
| Франція French Digital Singles Chart           | 19      |
| Німеччина German Singles Chart                 | 64      |
| Італія Italian Singles Chart                   | 51      |
| Нова Зеландія New Zealand Singles Chart        | 47      |
| Румунія Romanian Top 100                       | 68      |
| Південна КореяSouth Korea Int. Download Chart  | 26      |
| Швеція Swedish Singles Chart                   | 93      |
| Швейцарія Swiss Singles Chart                  | 10      |
| Велика Британія UK Singles Chart               | 78      |
| США Billboard Hot 100                          | 21      |
| США Pop Songs                                  | 34      |
| США Hot R&B/Hip-Hop Songs                      | 49      |
| США Rap Songs                                  | 8       |
| США Rhythmic                                   | 15      |
| Чарт (2011)                                    | Позиція |
| Франція French Singles Chart                   | 99      |
| Південна Корея South Korea Int. Download Chart | 101     |
| Південна Корея South Korea Int. Download Chart | 173     |
| Чарт (2012)                                    | Позиція |
| Франція French Singles Chart                   | 105     |
| Південна Корея South Korea Int. Download Chart | 90      |
| Південна Корея South Korea Int. Download Chart | 151     |
| Чарт (2013)                                    | Позиція |
| Південна Корея South Korea Int. Download Chart | 104     |
| Південна Корея South Korea Int. Download Chart | 123     |

| Чарт (1958–2018)              | Місце |
| ----------------------------- | ----- |
| США Billboard Hot 100 (Women) | 98    |

## Сертифікації
| Регіон | Сертифікація  | Продажі    |
| --- | ------------- | ---------- |
| Австралія (ARIA) | 3× Платиновий | 210 000^   |
| Австрія (IFPI Austria) | Золотий       | 15 000*    |
| Бельгія (BEA) | Платиновий    | 30 000*    |
| Бразилія (ABPD) | 3× Платиновий | 180 000    |
| Данія (IFPI Denmark) | Золотий       | 15 000^    |
| Франція (SNEP) | Золотий       | 150 000*   |
| Німеччина (BVMI) | Платиновий    | 300 000^   |
| Італія (FIMI) | 2× Платиновий | 60 000*    |
| Японія (RIAJ) | Золотий       | 100 000*   |
| Японія (RIAJ) цифровий сингл | Золотий       | 100 000*   |
| Нова Зеландія (RIANZ) | Платиновий    | 15 000*    |
| Іспанія (PROMUSICAE) | Платиновий    | 60 000     |
| Південна Корея | —             | 1,544,543  |
| Велика Британія (BPI) | 3× Платиновий | 1 800 000  |
| США (RIAA) | Діамантовий   | 10 000 000 |
| *продажі, що базуються лише на сертифікаціях · ^відвантаження, що базуються лише на сертифікаціях · продажі+прослуховування, що базуються лише на сертифікаціях |               |            |